# Ряховский, Юрий Васильевич
Ю́рий Васи́льевич Ряхо́вский (1923—2006) — советский художник и писатель, автор многих почтовых марок СССР. Участник Великой Отечественной войны. Член Союза журналистов СССР.

## Биография

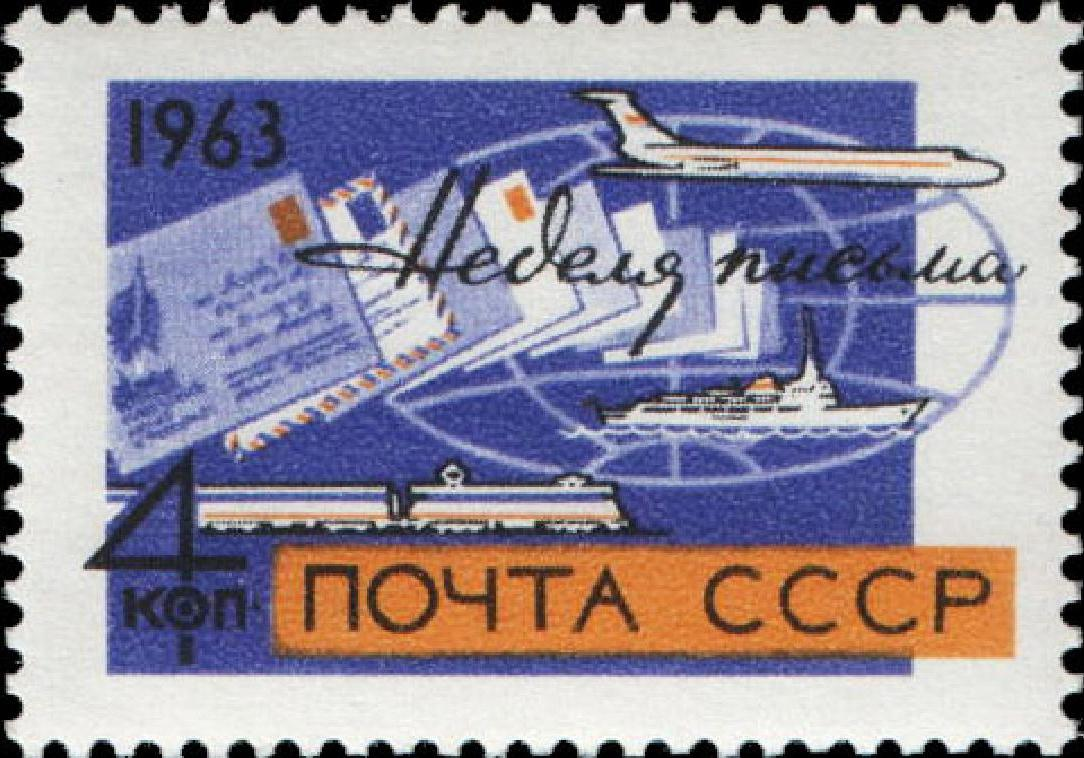
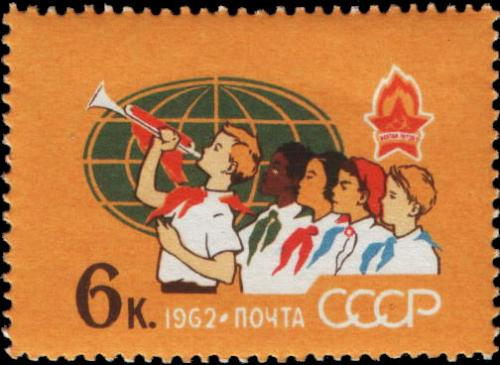
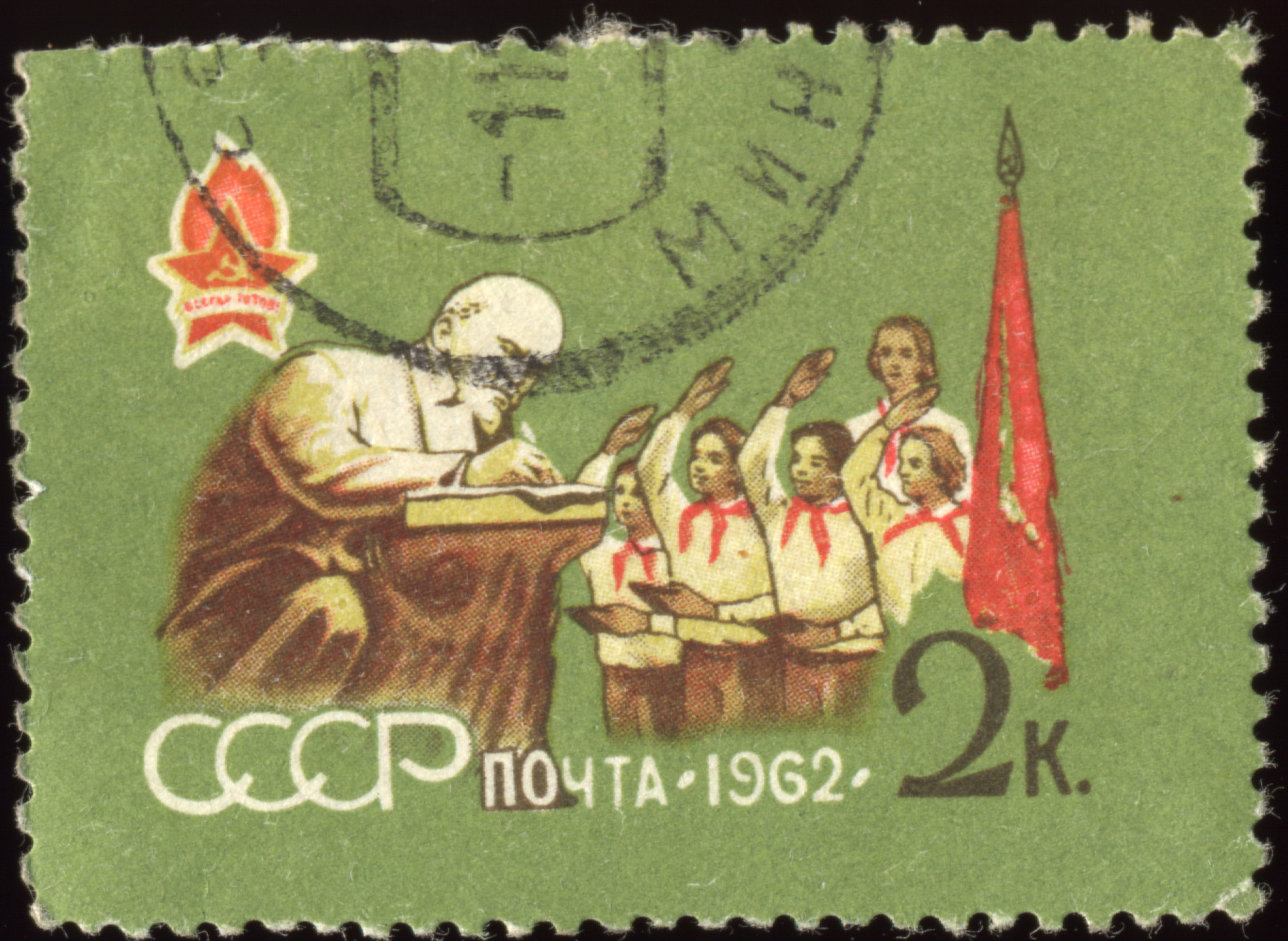
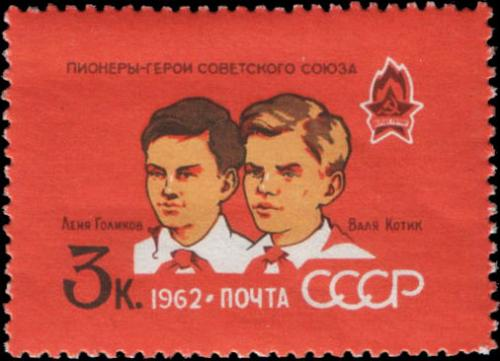

Юрий Васильевич Ряховский родился в Москве 23 октября 1923 года в семье известного русского писателя Василия Дмитриевича Ряховского.
Выпускник 2-й Московской специальной артиллерийской школы, он ушёл на фронт с парада, который проходил в Москве на Красной площади, 7 ноября 1941 года в возрасте 18 лет. Артиллерист, разведчик, в боях с 1941 года под Москвой, в составе 1-го Московского Краснознаменного артиллерийского училища. Воевал на Волховском и Первом Белорусском фронтах. Победу встретил майором в Берлине. Награждён четырьмя боевыми орденами и многими медалями.
После тяжелого ранения и контузии был демобилизован в конце 1945 года. Работал художником на студии «Союзмультфильм», в 1946 году поступил в Государственный институт кинематографии, с пятого курса был вновь призван в Советскую Армию, служил в морской пехоте Краснознамённого Балтийского флота. В 1954 году с отличием окончил Военную Академию имени Фрунзе, служил в Забайкальском военном округе начальником штаба, потом командиром стрелкового полка. Демобилизован по сокращению штатов армии в звании полковника.
После увольнения из армии работал заместителем главного художника VI Всемирного Фестиваля молодежи и студентов в Москве, главным редактором почтовых марок СССР. Являлся автором более 80 почтовых марок и многих других изданий Министерства связи СССР, художником-оформителем в московских книжных издательствах. Лауреат премии Всесоюзного конкурса на лучший киносценарий 1956 года.
Все послевоенные годы в свободное от службы время Ю. В. Ряховский работал над романом в двух повестях «Последние дни лета», первую повесть которого — «Путник» — смог опубликовать лишь в 2001 году. Вторая повесть в двух книгах — «Гость» — пока так и не вышла в свет в связи «с неактуальностью в наше время темы войны».
С 1973 года художник вплотную занялся темой Великой Отечественной войны и до последних дней своей жизни продолжал работу над картинами и графическими произведениями, посвященными друзьям по тому трудному и высокому времени. Участник многих художественных выставок, его работы хранятся в музеях страны — Новгородском краеведческом музее, музее В. Д. Ряховского в селе Перехваль Данковского района, в Казани и в краеведческом музее Гомеля. В коллективе авторов работал над установленным ныне в Москве, в Чертольском переулке, памятником в честь выпускников специальных артиллерийских школ — и погибших в годы войны, и доживших до великой Победы.
В 2005 году удостоен Золотой медали творческого Союза художников России и международной ассоциации художников за вклад в отечественную культуру.
Ряховский Ю. В. ушёл из жизни 5 апреля 2006 года, похоронен в Люберцах на Старом Люберецком кладбище. Разнообразные материалы о Ряховском Ю. В. хранятся:
- в Государственном музее истории российской литературы имени В. И. Даля;
- в Литературно-художественном музее писателя Василия Ряховского в селе Перехваль Данковского района Липецкой области[1].